# Minnagara
Minnagara est un ancien port maritime des Indo-Scythes situé dans la province du Sind, au sud du Pakistan actuel. Il semble qu'il y ait eu deux villes de ce nom, l'une sur les berges de l'Indus, au nord de la ville côtière de Barbarikon (en) (aujourd'hui à Karachi), l'autre sur les berges de la Narmada, en amont de Barigaza (l'actuelle Bharuch).
Minnagara est mentionnée au Ier siècle dans le Périple de la mer Érythrée :

« 38. Au-delà de cette région (la Gédrosie), le continent fait une large courbe depuis l'est vers les profondeurs de la baie, puis suit la côte de Scythie, qui s'étend au-dessus vers le nord ; le tout marécageux ; d'où coule le fleuve Sinthus, le plus grand de tous les fleuves qui se jettent dans la mer Érythrée, où il apporte une énorme quantité d'eau (...) Ce fleuve a sept bouches, très peu profondes et marécageuses, qui sont donc non-navigables, sauf celle du milieu ; où se trouve sur la côte la ville-marché, Barbarikon (en). Avant celle-ci, il y a une petite île, et dans les terres derrière elle se trouve la métropole de Scytie, Minnagara. »

— Périple de la mer Érythrée, chap. 38.
Une autre Minnagara mentionnée dans le Périple semble se trouver en amont de Barigaza :

« 41. Au-delà du golfe de Baraca se trouve celui de Barygaza et la côte du pays d'Ariaca, qui est le début du royaume de Nambanus et de toute l'Inde. Cette partie des basses terres et de la Scythie avoisinante est nommée Abiria (en), mais la côte est nommée Syrastrena. C'est un pays fertile, qui produit du blé et du riz et de l'huile de sésame et du beurre clarifié, du coton et les étoffes indiennes faites avec lui, du genre le plus grossier. Un très nombreux bétail y paît et les hommes sont de haute stature et de couleur noire. La métropole de ce pays est Minnagara, d'où beaucoup d'étoffes de coton sont envoyées à Barygaza. »

— Périple de la mer Érythrée, chap. 41.
Ptolémée mentionne aussi Minnagara, qui, selon ses explications, se serait trouvée sur la Narmada, en amont de Barigaza et en dessous d'Ujjain :

« En outre, la région près de la partie occidentale de l'Inde est appelée Indoscythie. Une partie de cette région autour de l'embouchure du fleuve (l'Indus) est Patalena, au-dessus de laquelle se trouve l'Abiria (en). Celle qui se trouve à l'embouchure de l'Indus et de la baie de Canthicolpus est appelée Syrastrena. (...) Dans l'île formée par cette rivière se trouvent les villes de Pantala et Barbaria (en). (...) La région de Larica en Indoscythie se trouve à l'est du marécage littoral, dans lequel à l'ouest de la Namadus se trouve le comptoir de Barygaza. À l'est du fleuve (...) Ozena-Royaume de  Tiastani (en) (...) Minnagara. »

— Géographie de Ptolémée, Livre VII, chapitre 1, 63.
Minnagara pourrait être la même ville que la « Manjábarí » des géographes arabes.
Un autre possibilité serait que le nom de la ville soit simplement « Min », le mot « nagara » signifiant « ville » en Sanskrit. Min est cité par le géographe grec du Ier siècle Isidore de Charax comme une ville scythe du Sistân (au sud de l'Iran et de l'Afghanistan actuels).